# 芸予汽船
芸予汽船株式会社（げいよきせん）は、愛媛県の今治～土生（因島）を結ぶフェリーと快速船を運航する会社。

## 概要
伯方・大島大橋開通前年の1987年（昭和62年）に、それまで航路を運航してきた愛媛汽船・因島汽船、周辺地方自治体の出資により芸予観光フェリー株式会社が設立された。
1988年（昭和63年）、撤退する愛媛汽船と因島汽船から航路を継承、今治～友浦（大島）～木浦（伯方島）〜岩城〜佐島〜弓削〜生名〜土生のフェリー航路と、今治～早川（大島）～熊口（伯方島）～瀬戸（大三島）の快速船の運航を開始した。
1999年（平成11年）にしまなみ海道が全通し、今治～瀬戸の快速船航路を廃止、今治高速船が運航していた高速船航路の因島以南を快速船で代替・継承する一方、従来のフェリー便は大幅に縮小された。
この間、開業当初は業績が上向き、3年後の1991年（平成3年）には旅客が33万人、車が8万8000台とピークに達するなど順調に推移していたが、しまなみ海道の開通以降は利用客が落ち込み、特にフェリーの航送車両は1万8000台とピーク時の2割に激減した。
さらに原油高も加わり、2006年5月1日から今治〜木浦間でのフェリーの運航を廃止。2008年5月末には残る木浦〜土生間のフェリー航路も廃止した。
2009年6月1日に芸予汽船株式会社へ社名変更。現在は快速船のみを運航している。

## 航路

### 現在の航路
- 快速船

今治 - 友浦（大島） - 木浦（伯方島） - 岩城 - 佐島 - 弓削 - 生名 - 土生
距離37.2km

### 廃止された航路
- フェリー

今治 - 友浦 - 木浦 - 岩城 - 佐島 - 弓削 - 生名 - 土生
2006年（平成18年）5月1日今治 - 友浦 - 木浦廃止。
2008年（平成20年）6月1日木浦 - 岩城 - 佐島 - 弓削 - 生名 - 土生廃止。
- 快速船

今治 - 早川 - 熊口 - 瀬戸
継承以前はフェリーと高速船（今治高速船）が運航されていた。
距離20.5km
1999年（平成11年）5月2日廃止。

## 就航船

### 現在の就航船

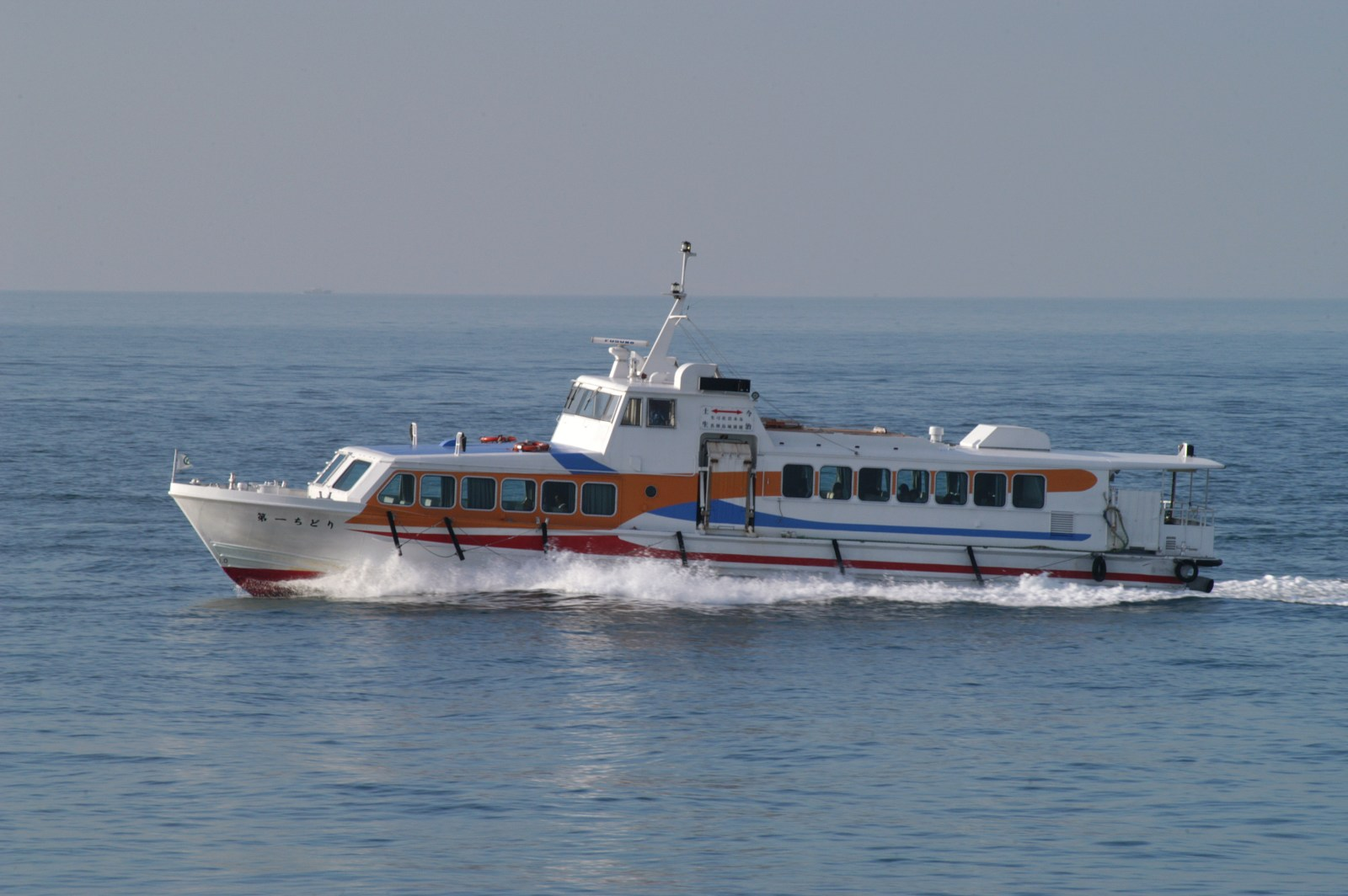
第一ちどり（快速船）
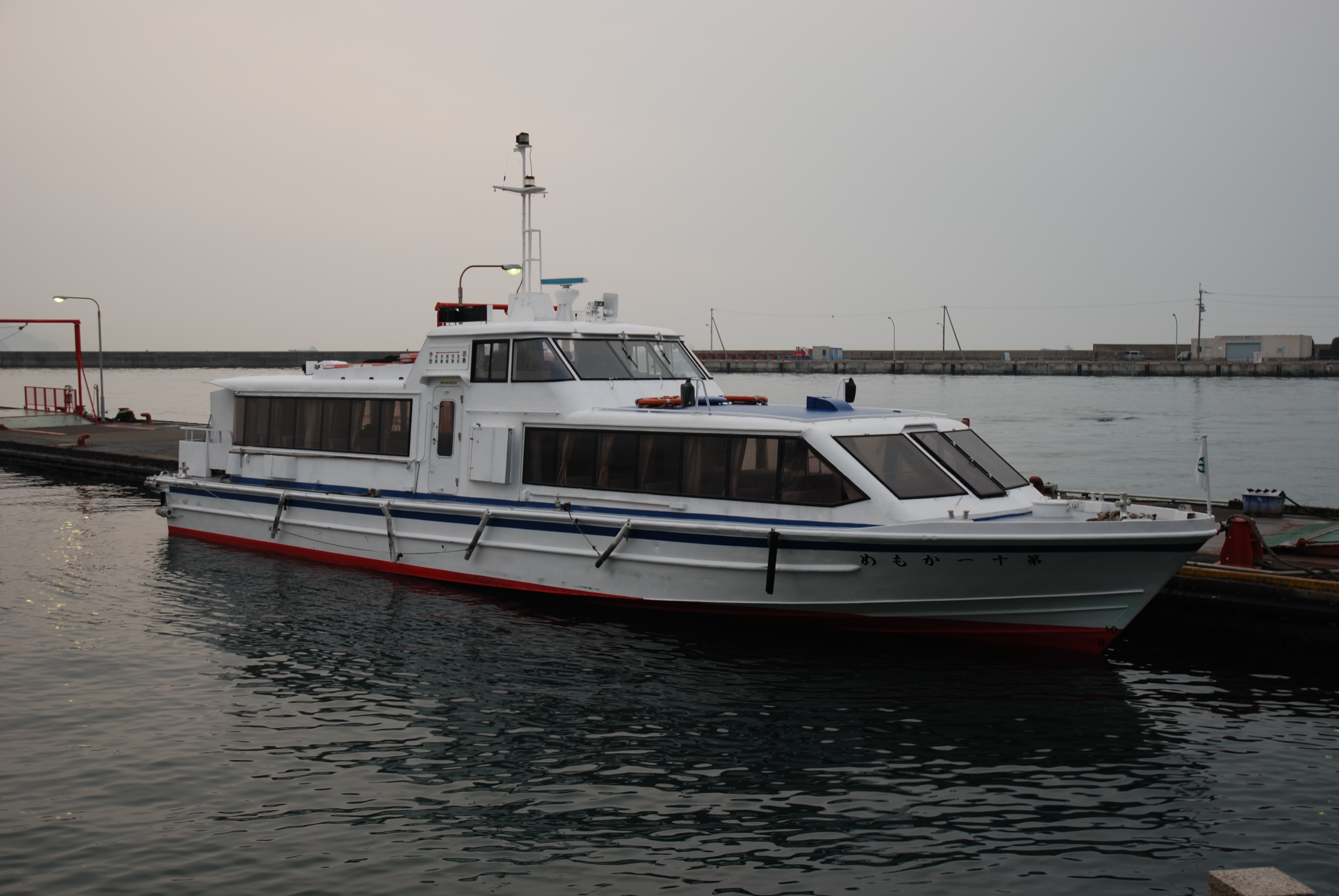
第十一かもめ

49総トン、旅客定員97名、主機出力1,632ps、航海速力21.8ノット
- つばめ（快速船）

50総トン、旅客定員97名、航海速力21.8ノット
- 第十一かもめ（快速船）[5]

1992年7月竣工、三保造船所建造、39総トン、登録長20.41m、型幅4.65m、型深さ1.99m。もと今治高速船。予備船。
- 第一ちどり
- 第十一かもめ

### 過去の就航船

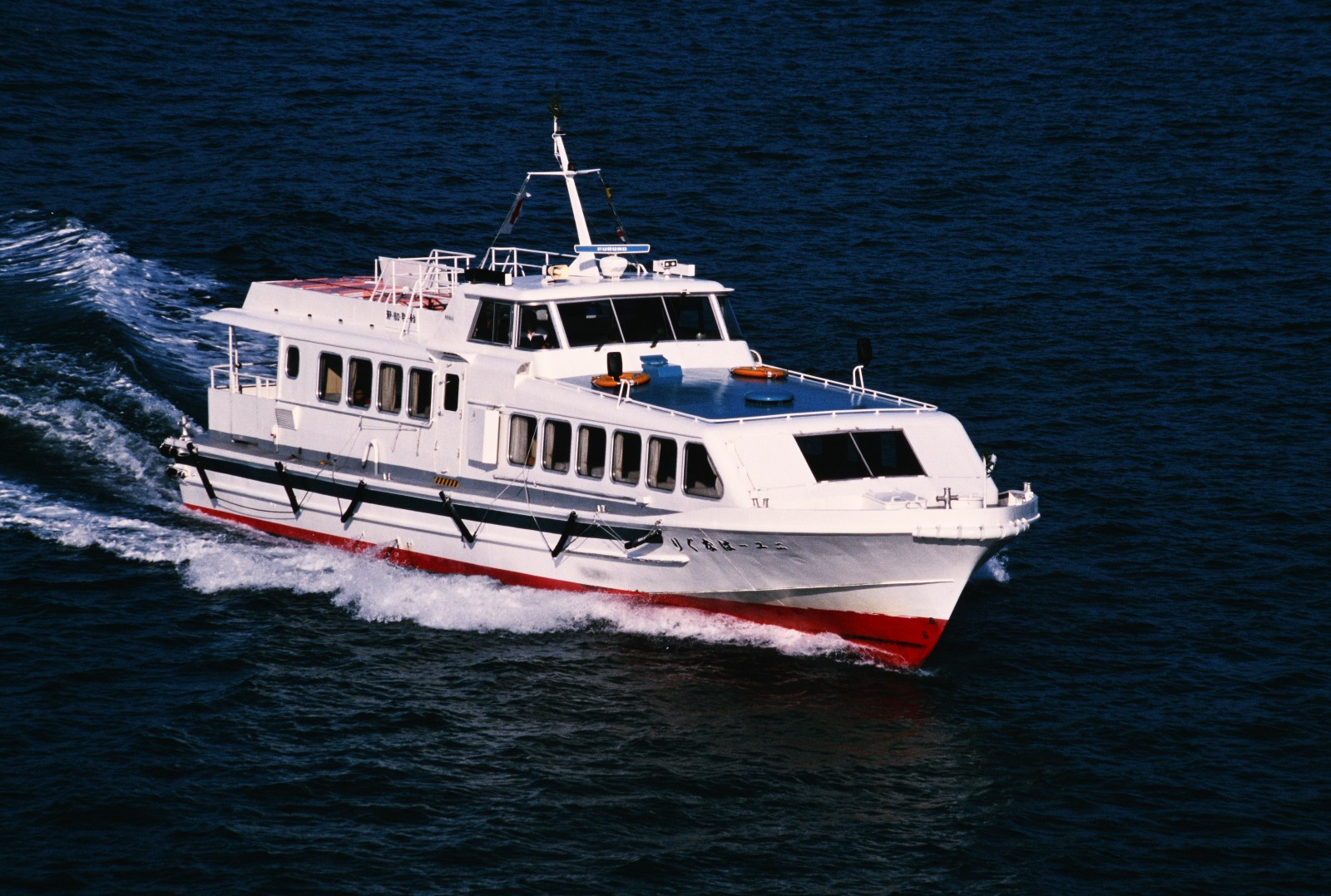
ニューはなぐり（快速船）
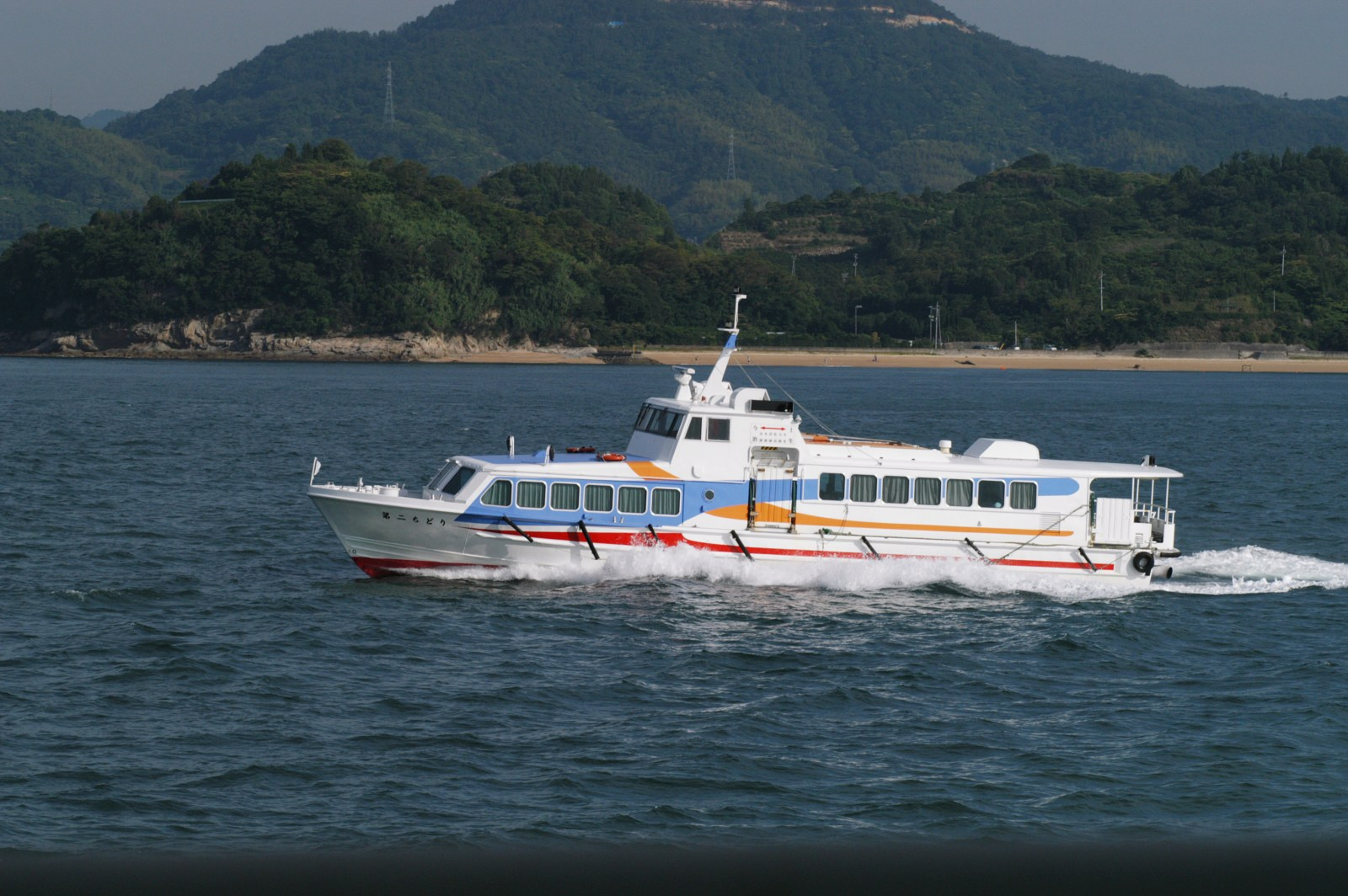
第二ちどり
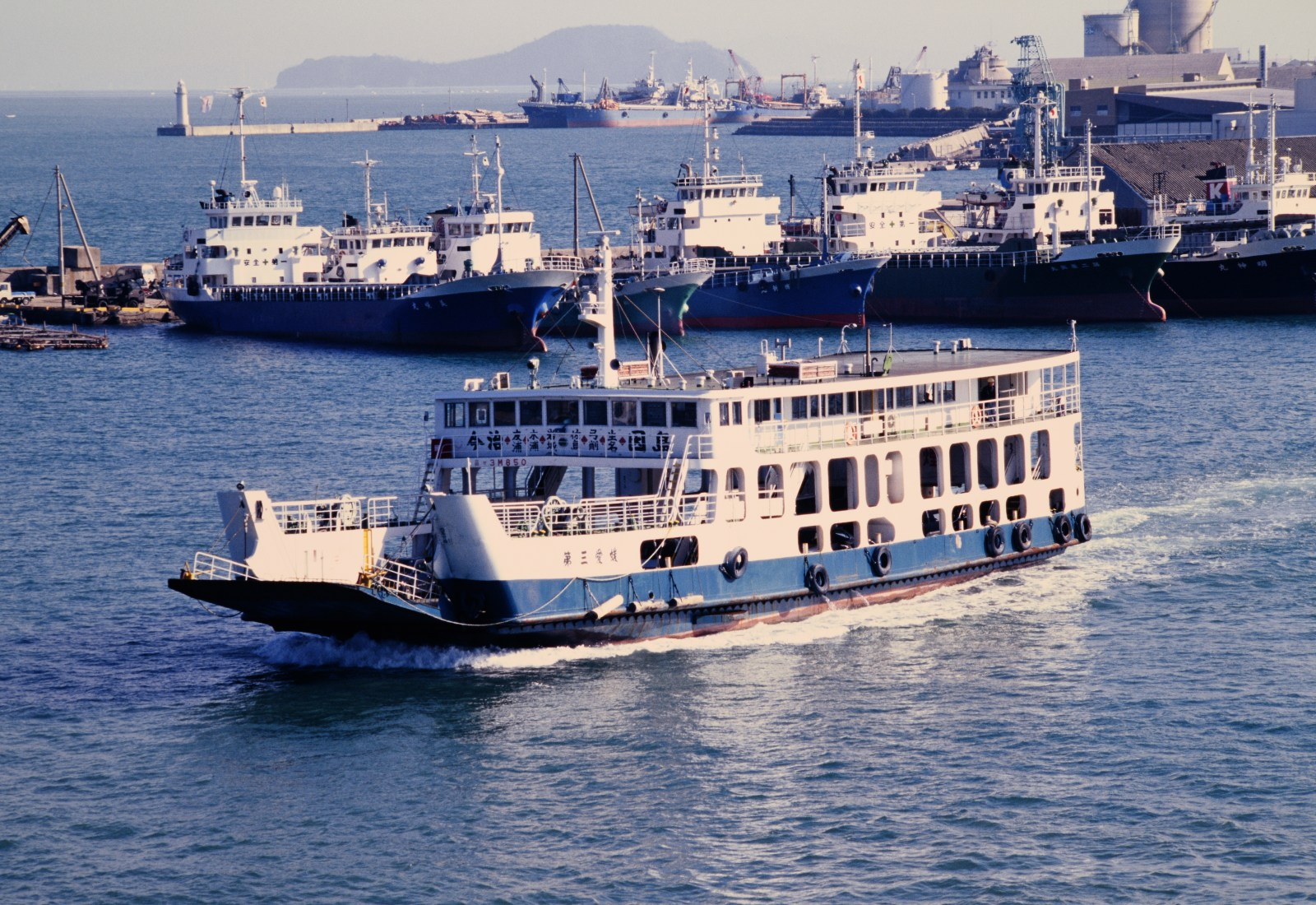
第三愛媛
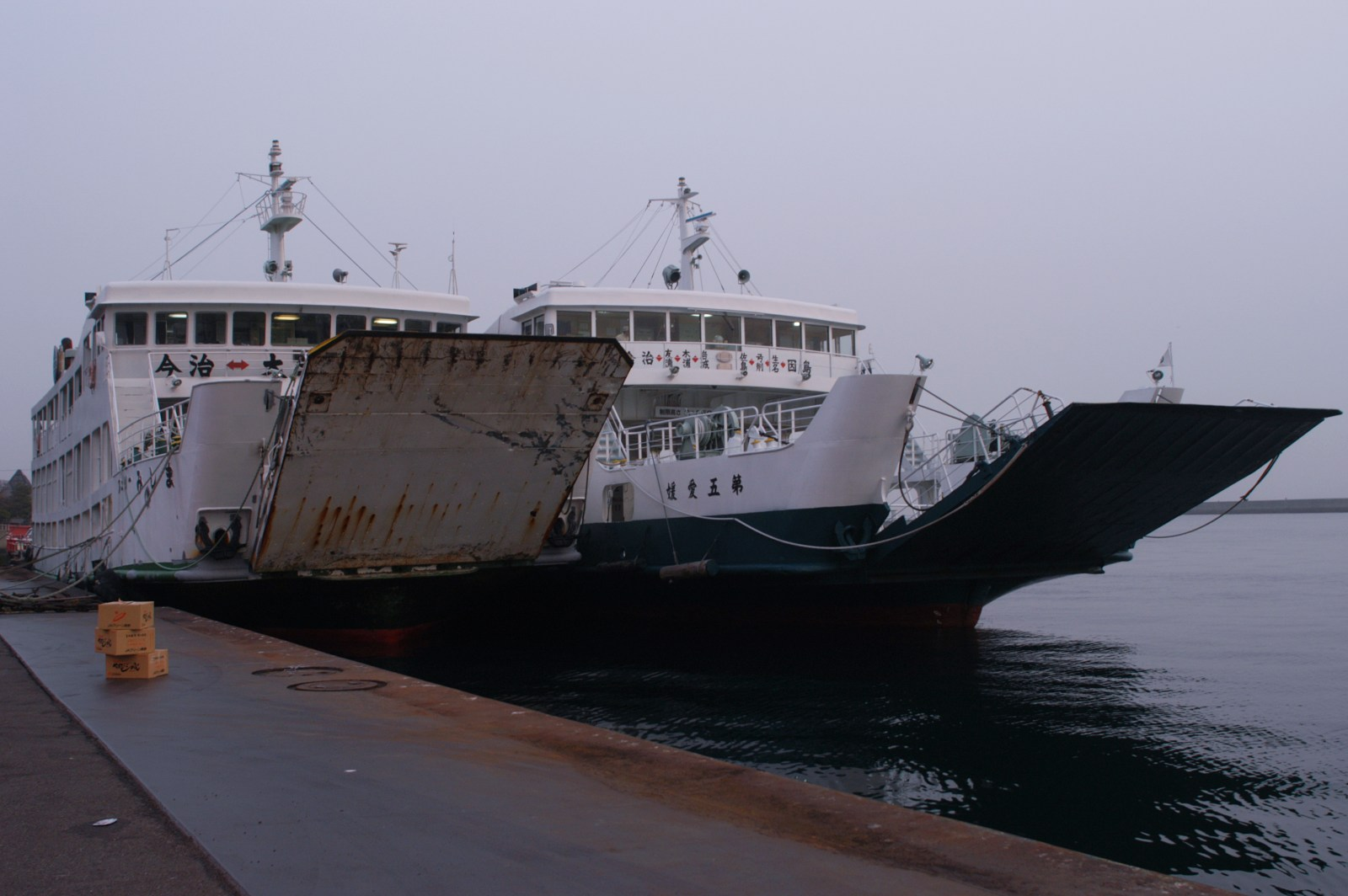
第五愛媛(右)

1988年1月竣工、三保造船所建造、35総トン、登録長19.21m、型幅4.65m、型深さ1.85m。今治～瀬戸航路の快速船。航路廃止で引退。
- 第二ちどり（快速船）

49総トン、旅客定員97名、主機出力1.632ps、航海速力22ノット、第一ちどりの同型船。
- 第十愛媛（フェリー）[6]

1977年8月就航、松浦鉄工造船所建造、197.83総トン、全長35.00m、型幅8.30m、型深さ2.90m、主機出力850ps、航海速力11.5ノット、旅客定員90名、8tトラック4台、乗用車2台。愛媛汽船から現物出資。引退後、江崎海陸運送に売船、貨物フェリー「フェリー第八江崎」に改造。
- 第十二はぶ丸（フェリー）[6]

1978年1月就航、川本造船所建造、203.10総トン、全長38.50m、型幅8.60m、型深さ3.00m、主機出力800ps、航海速力11.0ノット、旅客定員162名、乗用車30台、因島汽船から現物出資、1994年日本船舶明細書より削除。
- 第三愛媛（フェリー）[6]

1980年12月就航、中谷造船建造、269.99総トン、全長42.55m、型幅9.10m、型深さ3.09m、主機出力950ps、航海速力11.3ノット、旅客定員155名、乗用車30台、愛媛汽船から現物出資、2000年海外売船。
- 第二愛媛（フェリー）[6]

1981年11月就航、神原造船建造、274.47総トン、全長42.20m、型幅9.10m、型深さ3.09m、主機出力950ps、航海速力11.3ノット、旅客定員250名、乗用車30台、愛媛汽船から現物出資、2001年日本船舶明細書より削除。
- 第十五はぶ丸（フェリー）[6]

1982年2月就航、川本造船所建造、200.61総トン、全長40.80m、型幅8.60m、型深さ2.99m、主機出力900ps、航海速力11.3ノット、旅客定員172名、乗用車30台、因島汽船から現物出資、2000年売船。
- 第五愛媛（フェリー）[9]

1990年7月竣工、同8月就航、内海造船田熊工場建造、253.00総トン、全長42.70m、型幅9.10m、型深さ3.10m、主機出力950ps、航海速力11.2ノット、旅客定員230名、8tトラック6台。
芸予観光フェリー時代に建造された唯一のフェリーで、1999年のフェリー便縮小後、廃止まではこの一隻で運航された。引退後、今治大島フェリーボートに売船。
- 第七芸予（フェリー）[10]

1984年8月竣工、1994年6月就航(買船)、内海造船田熊工場建造、243総トン、旅客定員250名、トラック8台、主機出力950ps、航海速力11ノット、もと大三島フェリー第五おおみしま。1999年土生商船に売船。
- ニューはなぐり
- 第二ちどり
- 第三愛媛
- 第五愛媛(右)